# Плави авион
Плави авион је први албум Рундек Карго трио. Албум је сниман током 2010. године. Албум садржи 12 песама од којих су хитови насловна нумера, "Индијанска", "Сањала си да си сретна" итд.
Албум је изашао новембра 2010. године у издању Менарта, док је за српско тржиште издат у издању Metropolis Records-а.

## Позадина
2008. године у продаји се нашао живи албум Live u Domu omladine, који је снимљен у Београду 25. марта 2007. Мало пре тога, изашла је компилација Хаусторових највећих хитова у оквиру едиције The Ultimate Collection.
Пројекат Рундек Карго трио основан је 2009. године, а Плави авион је први албум новооформљеног састава. Овај састав је наставак њиховог претходног пројекта „Between“.

## О албуму
Песма „Рускаја“ певана је на руском језику, а песма „Дрина“ траје више од осамнаест минута, што је неуобичајено када се у обзир узме претходни Рундеков рад. Музички критичар Петар Јањатовић рекао је да је „Дрина“ званично најдужа песма неког извођача на простору бивше Југославије. Овај албум одише импровизацијом и слободним изражавањем сваког музичара. Омот је за албум је урадила Ана Колега.
Праћен је спотовима за песме "Сањала си да си сретна" и "Индијанска".

## Списак песама
| №   | Назив                  | Трајање |  |
| 1.  | Курдистан              | 7:11    |  |
| 2.  | У борби са силама      | 4:59    |  |
| 3.  | Сањала си да си сретна | 5:53    |  |
| 4.  | Ли-ла                  | 4:10    |  |
| 5.  | Пара људе вара         | 3:43    |  |
| 6.  | You Think You're Busy  | 5:27    |  |
| 7.  | Садимо лан             | 4:32    |  |
| 8.  | Плави авион            | 6:20    |  |
| 9.  | Индијанска             | 4:14    |  |
| 10. | Рускаја                | 5:30    |  |
| 11. | Знак                   | 3:22    |  |
| 12. | Дрина                  | 18:25   |  |

## Топ листа
| Листа | Највиша позиција |
| ----- | ---------------- |
| ХДУ   | 6                |